# Ian Mosley
Ian Mosley (Paddington, 16 giugno 1953) è un batterista britannico, noto per la sua militanza nei Marillion.

## Biografia
Mosley iniziò la carriera musicale da batterista negli anni settanta, entrando nei Darryl Way's Wolf e registrando alcuni album. Successivamente collaborò con il gruppo olandese Trace per la realizzazione del loro album Birds e con il chitarrista Steve Hackett per i suoi album Highly Strung e Till We Have Faces. Nel 1983 si unì ai Marillion dapprima come turnista e poco tempo dopo come componente stabile della formazione. Da allora figura in ogni pubblicazione del gruppo a partire da Fugazi, uscito nel 1984.
Oltre agli impegni con i Marillion, Mosley ha collaborato con altri artisti, tra cui Propaganda (A Secret Wish), Caravan (Cool Water) e Edison's Children (In the Last Waking Moments...), quest'ultimo progetto parallelo del bassista dei Marillion Pete Trewavas.

## Discografia

### Da solista
- 2011 – Postmankind (con Ben Castle)

### Con i Marillion
- 1984 – Fugazi
- 1985 – Misplaced Childhood
- 1987 – Clutching at Straws
- 1989 – Seasons End
- 1991 – Holidays in Eden
- 1994 – Brave
- 1995 – Afraid of Sunlight
- 1997 – This Strange Engine
- 1998 – Radiation
- 1999 – marillion.com
- 2001 – Anoraknophobia
- 2005 – Marbles
- 2007 – Somewhere Else
- 2008 – Happiness Is the Road
- 2009 – Less Is More
- 2012 – Sounds That Can't Be Made
- 2016 – Fuck Everyone and Run (F E A R)
- 2019 – With Friends from the Orchestra
- 2022 – An Hour Before It's Dark